# St-Méen (Saint-Méen-le-Grand)

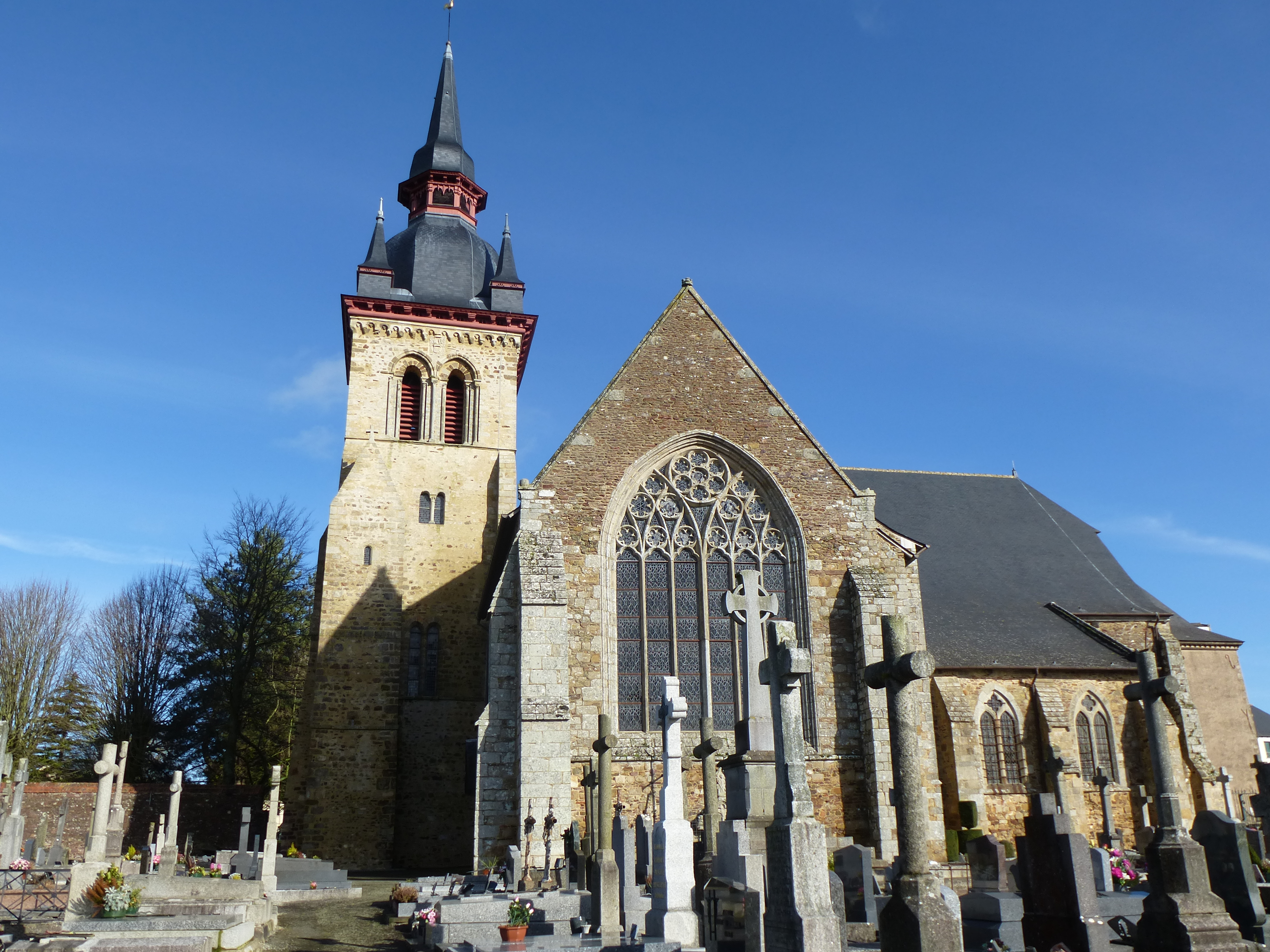
Ehemalige Abteikirche Saint-Méen

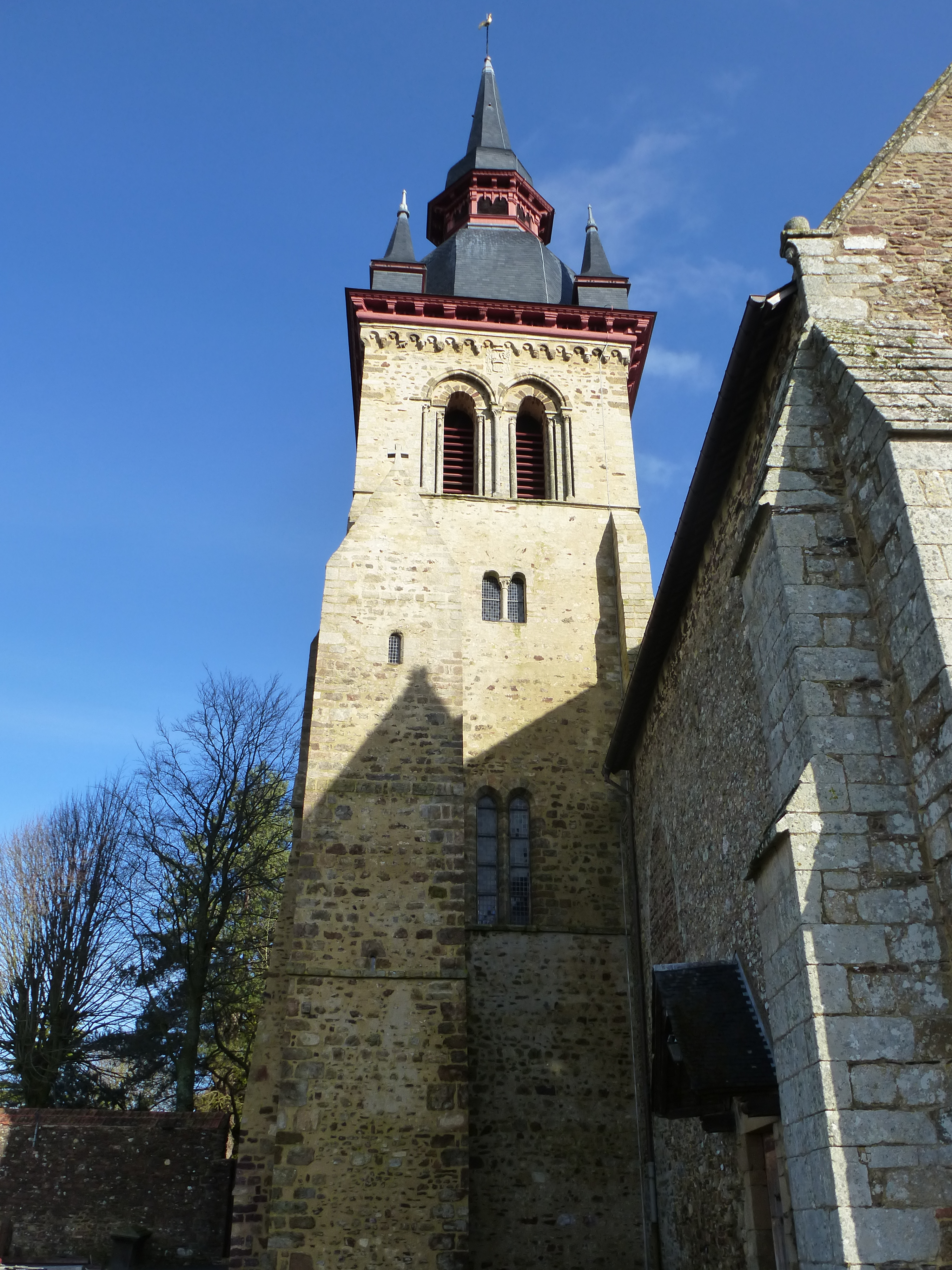
Glockenturm

Die katholische Pfarrkirche Saint-Méen in Saint-Méen-le-Grand, einer Gemeinde im Département Ille-et-Vilaine in der französischen Region Bretagne, ist eine ehemalige Abteikirche, die Ende des 12. oder zu Beginn des 13. Jahrhunderts errichtet wurde. Die Kirche ist dem Gründer der Abtei, dem heiligen Méen geweiht, einem aus Großbritannien stammenden Mönch. In der Kirche sind Wand- und Deckenmalereien aus dem 13./14. Jahrhundert erhalten. Im Jahr 1990 wurde die Kirche, die seit 1803 anstelle der einstigen, Johannes dem Täufer geweihten Kirche als Pfarrkirche dient, als Monument historique in die Liste der Baudenkmäler in Frankreich aufgenommen.

## Geschichte
Die Gründung der Abtei von Saint-Méen-le-Grand, eine der ältesten der Bretagne, wird bis in die Mitte des 6. Jahrhunderts zurückgeführt. Nach Zerstörungen im 8. und 10. Jahrhundert wurde die Abtei im 11. Jahrhundert unter Einführung der Benediktinerregel wiedererrichtet. An der Südseite des heutigen Langhauses wurden romanische Arkaden aus der Zeit um 1010 freigelegt, die vermutlich zu einem Chorumgang führten. Sie wurden in den späteren Kirchenbau von 1094 integriert, von dem ebenfalls Teile beim Wiederaufbau im 12./13. Jahrhundert verwendet wurden. Im 13. Jahrhundert wurde das Querhaus errichtet, um 1300 der Chor erweitert. Im 18. Jahrhundert wurde die Kirche baufällig und 1771 wurde das Langhaus abgebrochen. 1850 erfolgte die Umwandlung des ehemaligen Chors zum Langhaus und die Verlegung des Westportals an die Ostfassade.

## Architektur

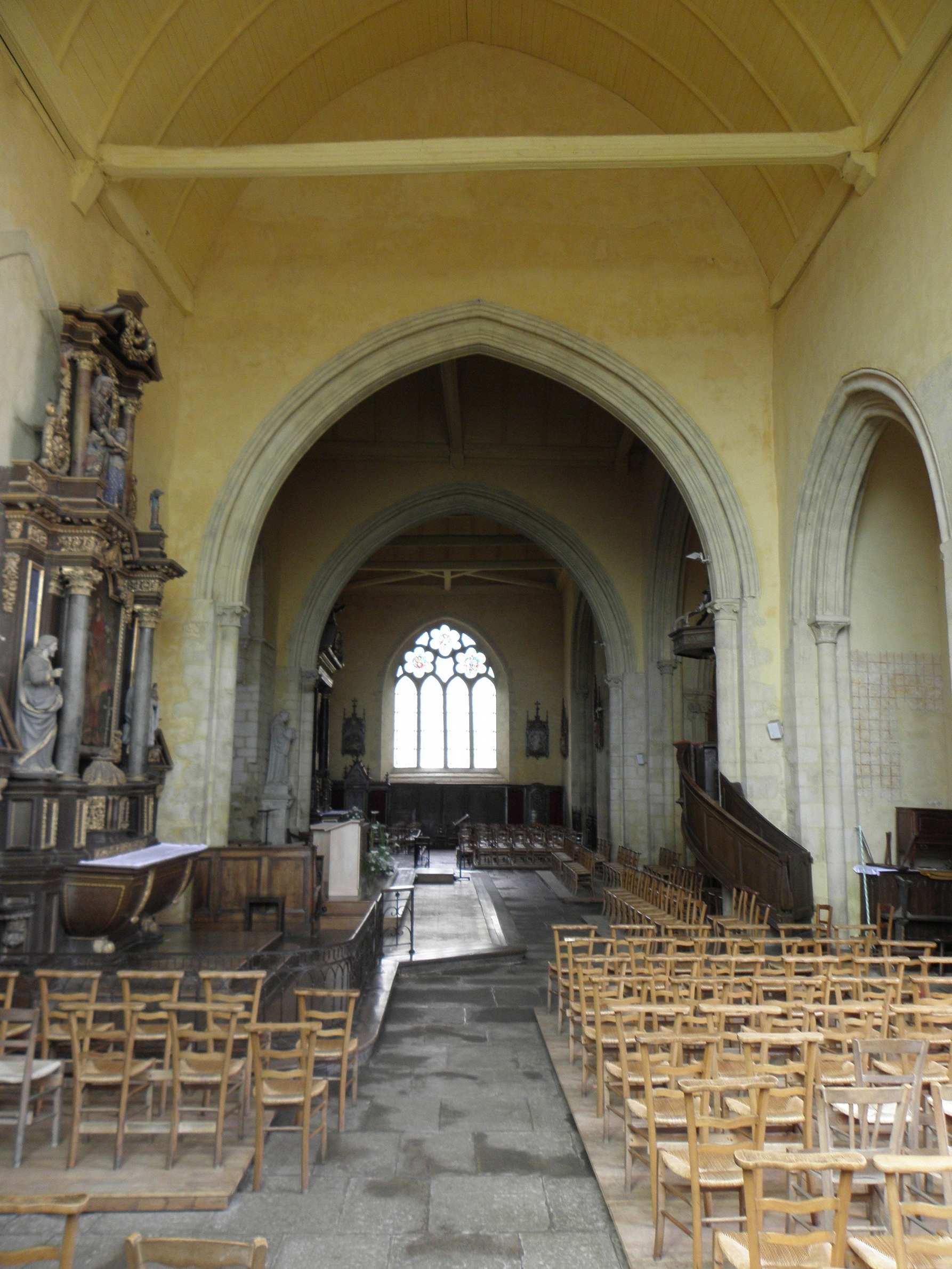
Querhaus

Der Glockenturm, der im späten 12. Jahrhundert auf einem wesentlich älteren Unterbau ursprünglich als Vierungsturm errichtet wurde, erhebt sich im Westen des Querschiffs, im Osten des abgebrochenen Langhauses. Das erste Turmgeschoss wird an der Nord- und Südseite von kleinen, rundbogigen Zwillingsfenstern durchbrochen, das darüberliegende Geschoss besitzt auf allen vier Seiten leicht zugespitzte, gekuppelte Klangarkaden. Unter dem Dachgeschoss verläuft ein Blendbogenfries, der auf Kragsteinen aufliegt, die mit Menschen- und Tierköpfen skulptiert sind. Der Turmhelm mit seiner Laterne wurde 1658 aufgesetzt. 
Das an die Ostfassade verlegte Portal, das ursprüngliche Westportal, stammt vermutlich noch aus dem 12. Jahrhundert und wurde um 1500 verändert.
Das heutige Langhaus, der ehemalige Chor, öffnet sich zum nördlichen Seitenschiff durch spitzbogige Arkaden, die mit zahlreichen Archivolten verziert sind. Sie werden von Säulenbündeln getragen, die ins 14. Jahrhundert verweisen. Im Süden schließt sich die Kapelle Saint-Vincent an, die vielleicht ehemals als Sakristei oder Kapitelsaal diente. Der heutige Chor, der wie die Kapelle Saint-Vincent mit Kreuzrippengewölben gedeckt ist, liegt unter dem Turm. Quer- und Langhaus werden von Holzdecken gedeckt.

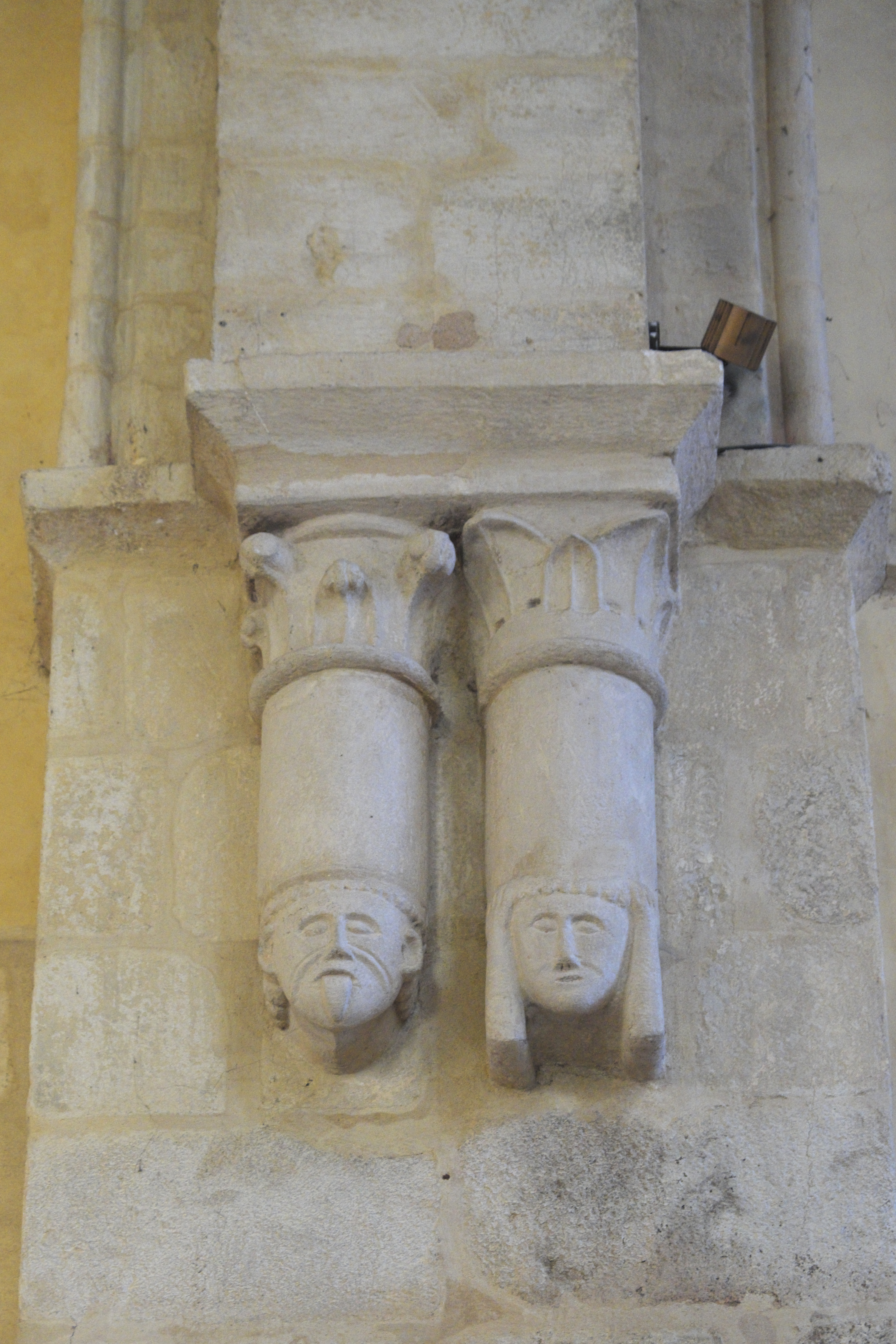
Konsolen im Chor
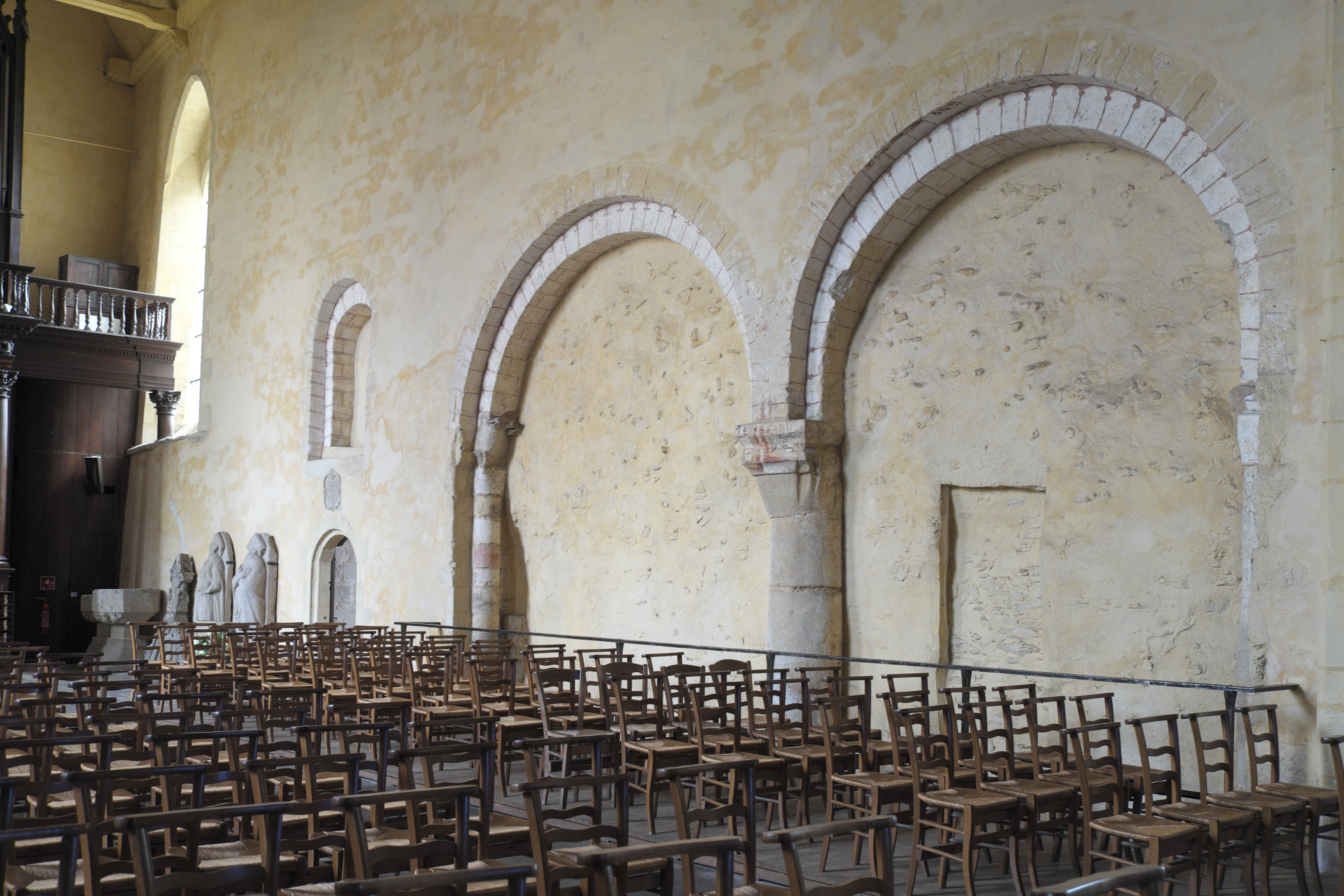
Romanische Arkaden im Langhaus
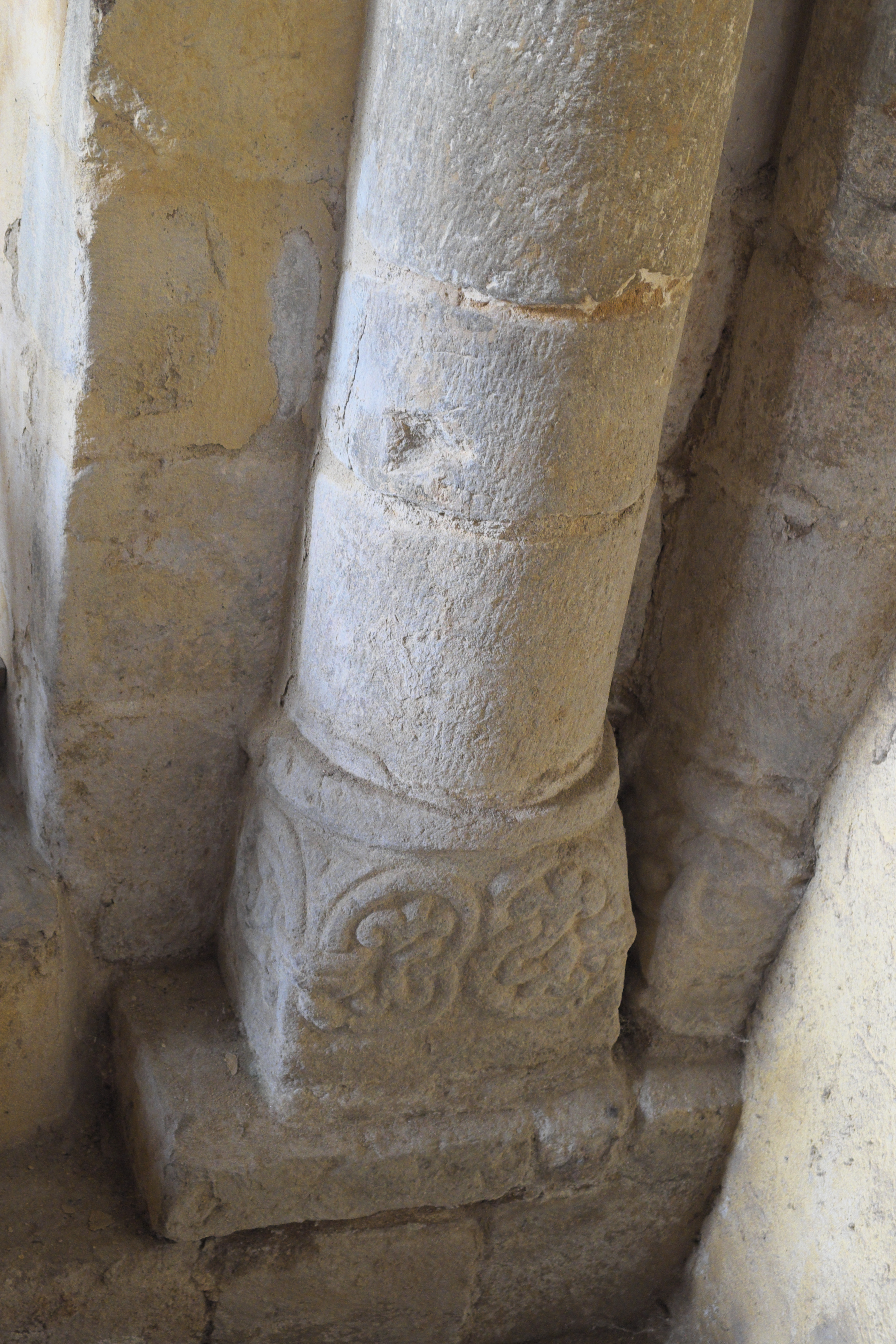
Säule mit Basis

## Kapelle Saint-Vincent

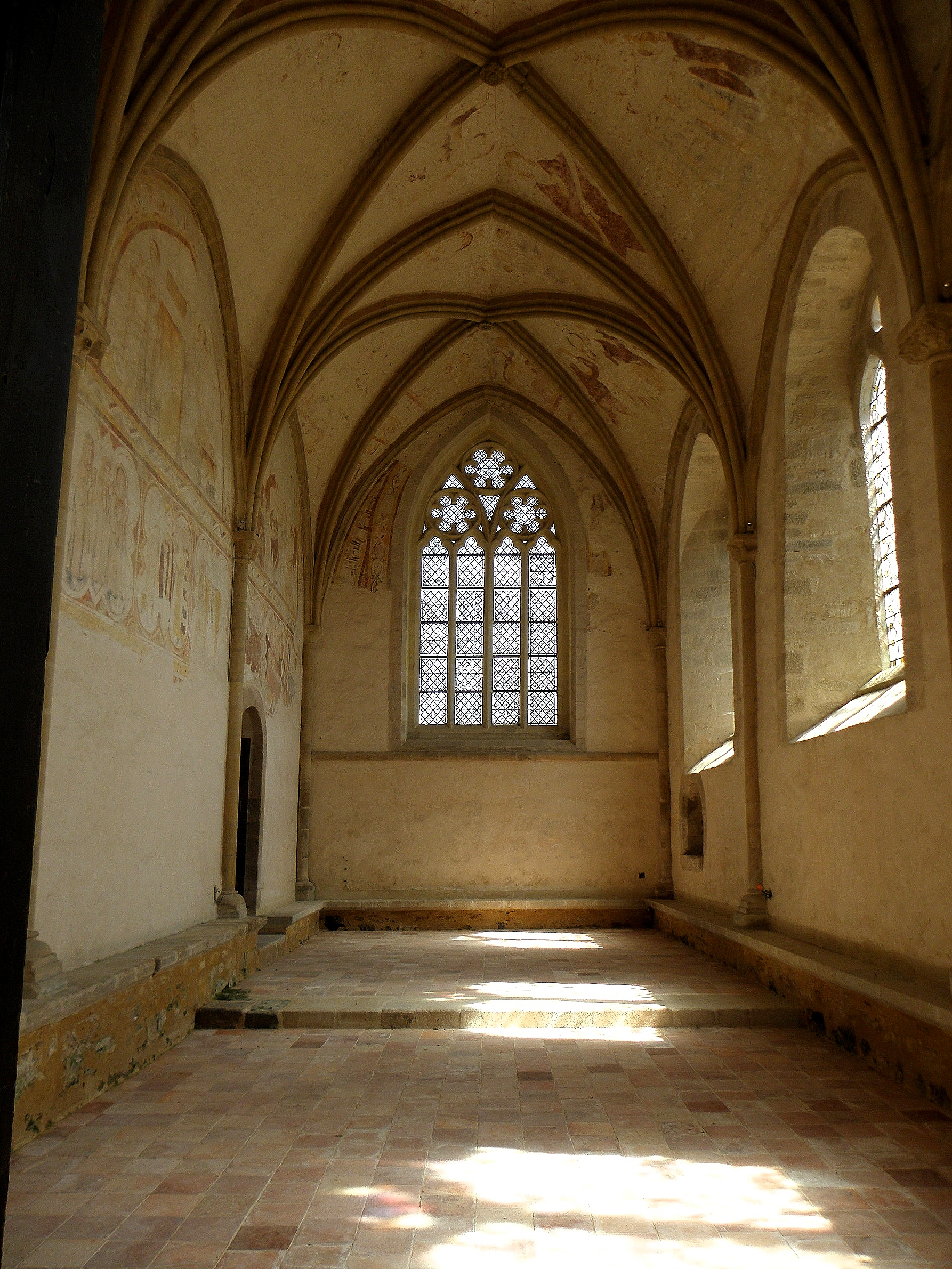
Chapelle Saint-Vincent

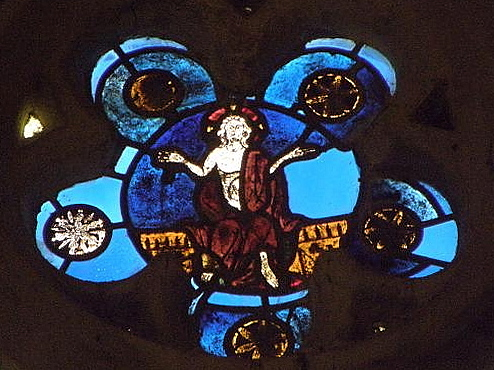
Christus als Weltenrichter

Die dem heiligen Vinzenz geweihte Kapelle, ein niedriger Raum mit einer Länge von 14 Metern und einer Breite von fünf Metern, schließt sich im Süden an das heutige Langhaus an und wurde vermutlich im 13. oder frühen 14. Jahrhundert errichtet. Sie wird von Kreuzrippengewölben gedeckt, die auf eingestellten Säulen aufliegen, deren Kapitelle mit Laubwerk, menschlichen Köpfen und Fratzen verziert sind. Die Ostwand wird von einem großen, vierbahnigen Maßwerkfenster durchbrochen, an der Südseite öffnen sich drei Spitzbogenfenster. Im 17. Jahrhundert wurde hier der Klosterschatz, zu dem kostbare Reliquienschreine gehörten, aufbewahrt.
In der Kapelle wurden 1986 auf Putz aufgebrachte Wand- und Deckenmalereien freigelegt, die in das 13./14. Jahrhundert datiert werden. Die Malereien sind in braunen, gelben und Ockertönen ausgeführt und erzählen das Leben des Kirchenpatrons und seine Aufnahme in das Paradies.

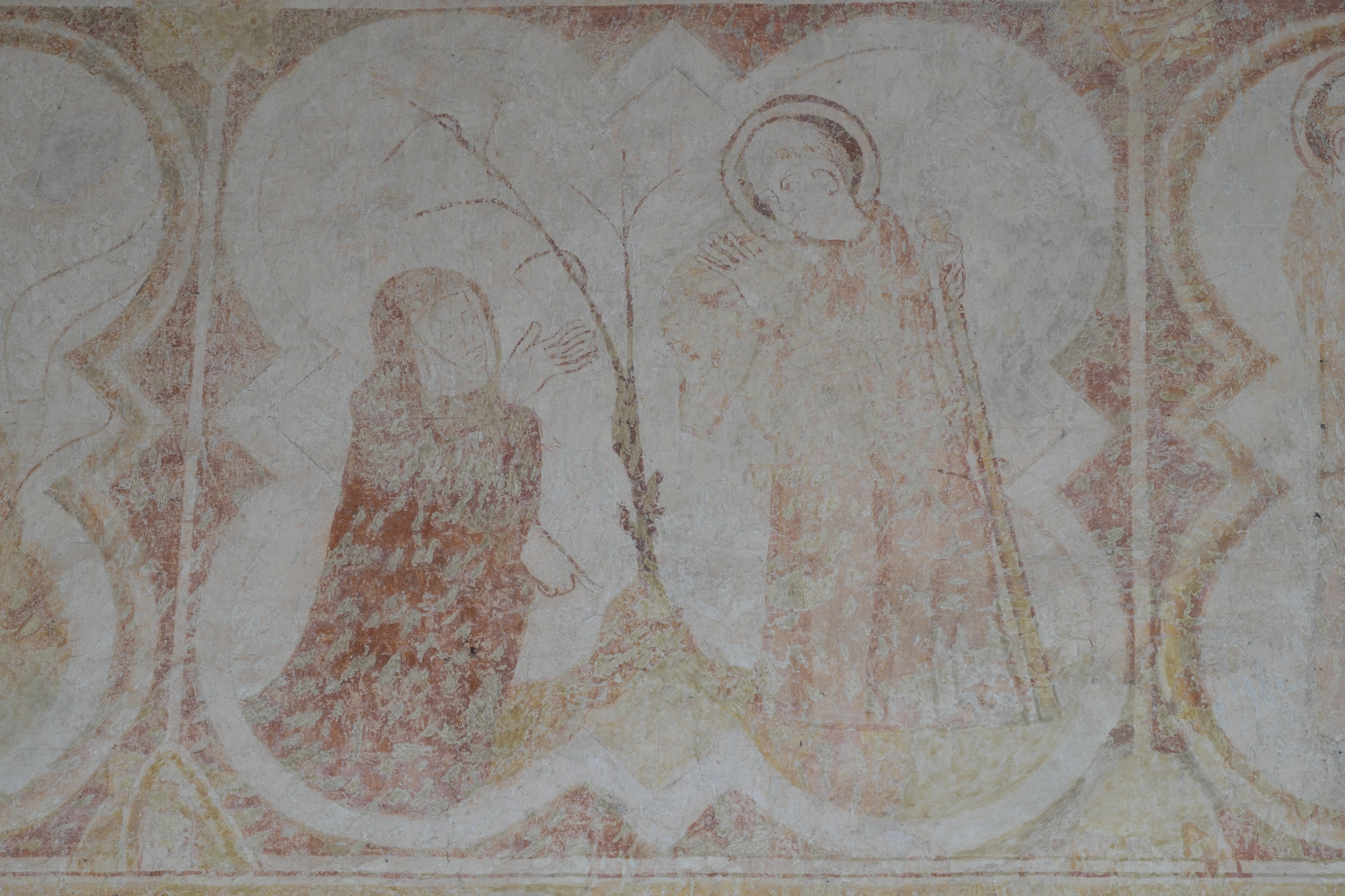
Méen
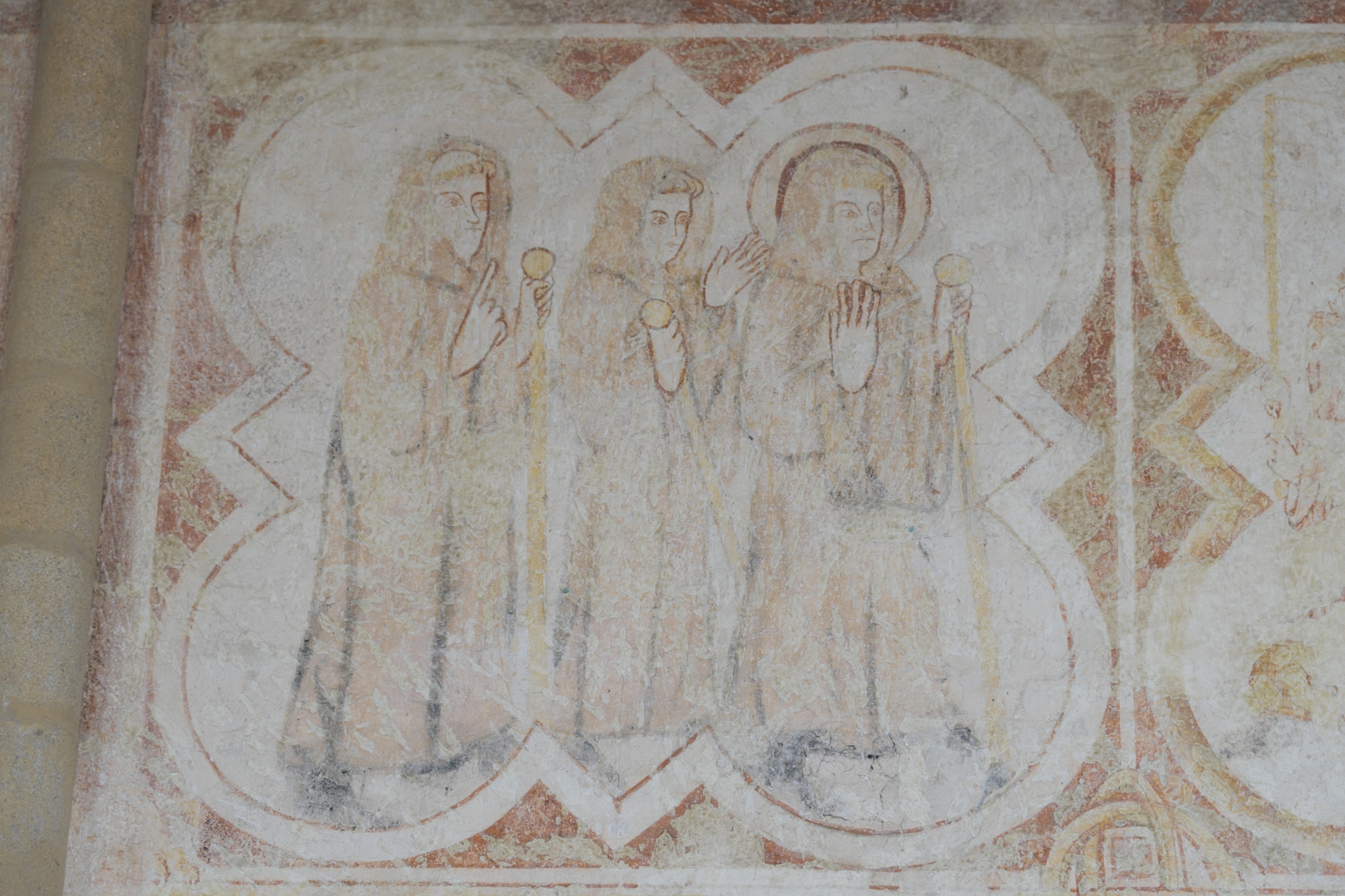
Heiliger Méen mit zwei Begleitern auf seiner Pilgerreise nach Rom
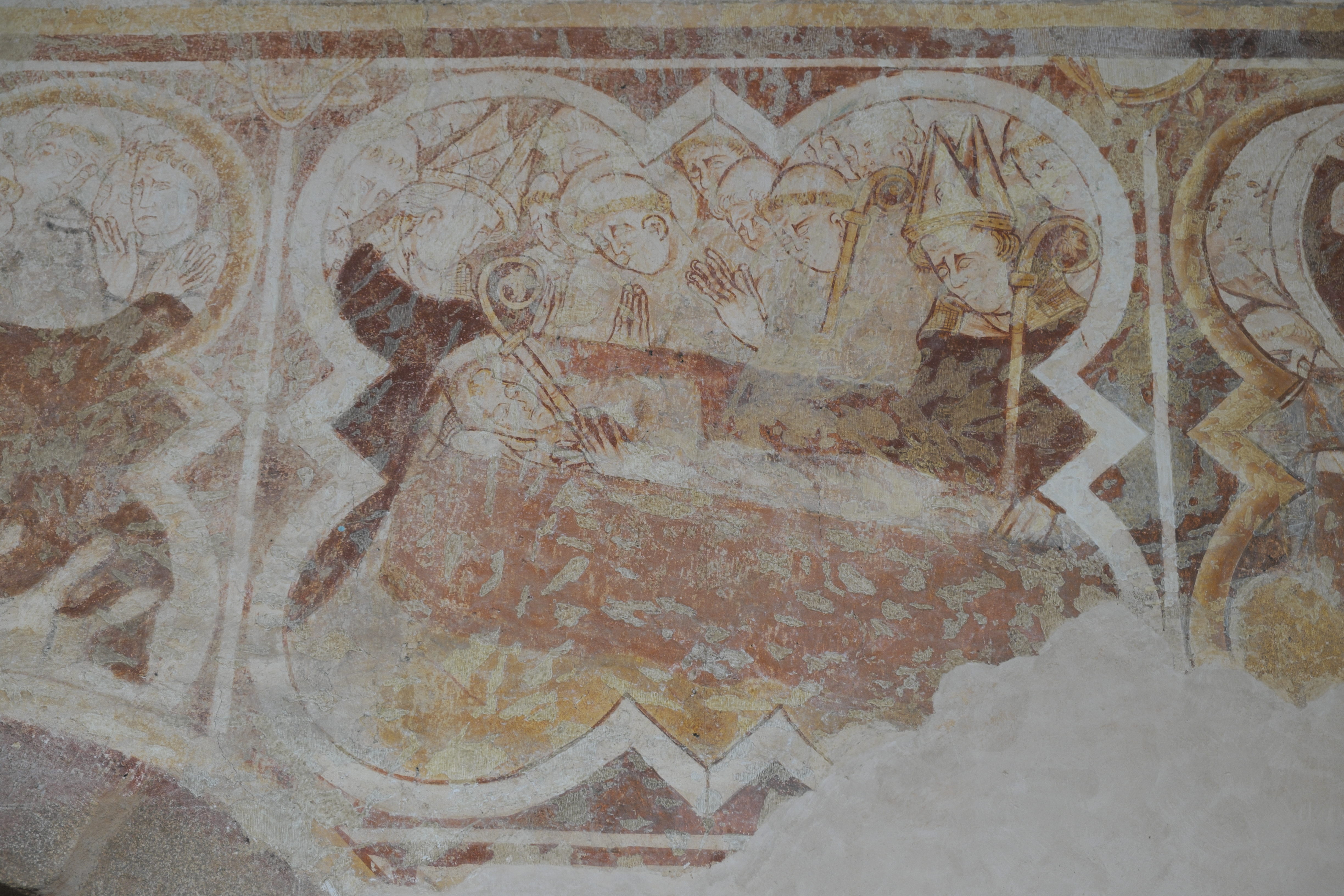
Tod des heiligen Méen

## Bleiglasfenster
Die Westfassade des südlichen Querhausarmes wird von einem großen spitzbogigen Fenster durchbrochen, in dessen Maßwerk Scheiben aus der Zeit von 1300 bis 1310 erhalten sind. Auf den Scheiben sind Szenen des Jüngsten Gerichts dargestellt.

## Grabmäler
- Im nördlichen Querhaus ist das Grabmal des heiligen Méen untergebracht. Es besteht aus Granit und wurde im 15. Jahrhundert geschaffen.[4]
- Robert de Coëtlogon wurde 1443 erster Kommendatarabt von Saint-Méen. Er wurde 1492 im Chor der Kirche bestattet. Nach der Umwandlung des Chors zum Langhaus wurde seine Grabplatte in dem Wandnischengrab in der Nähe des Taufbeckens untergebracht. In die Granitplatte ist die Liegefigur des Verstorbenen und eine Inschrift eingemeißelt. An der Wand ist sein Wappen angebracht.[5]
- An den Wänden sind weitere Grabplatten mit Liegefiguren aus dem 15. Jahrhundert aufgestellt.[6]

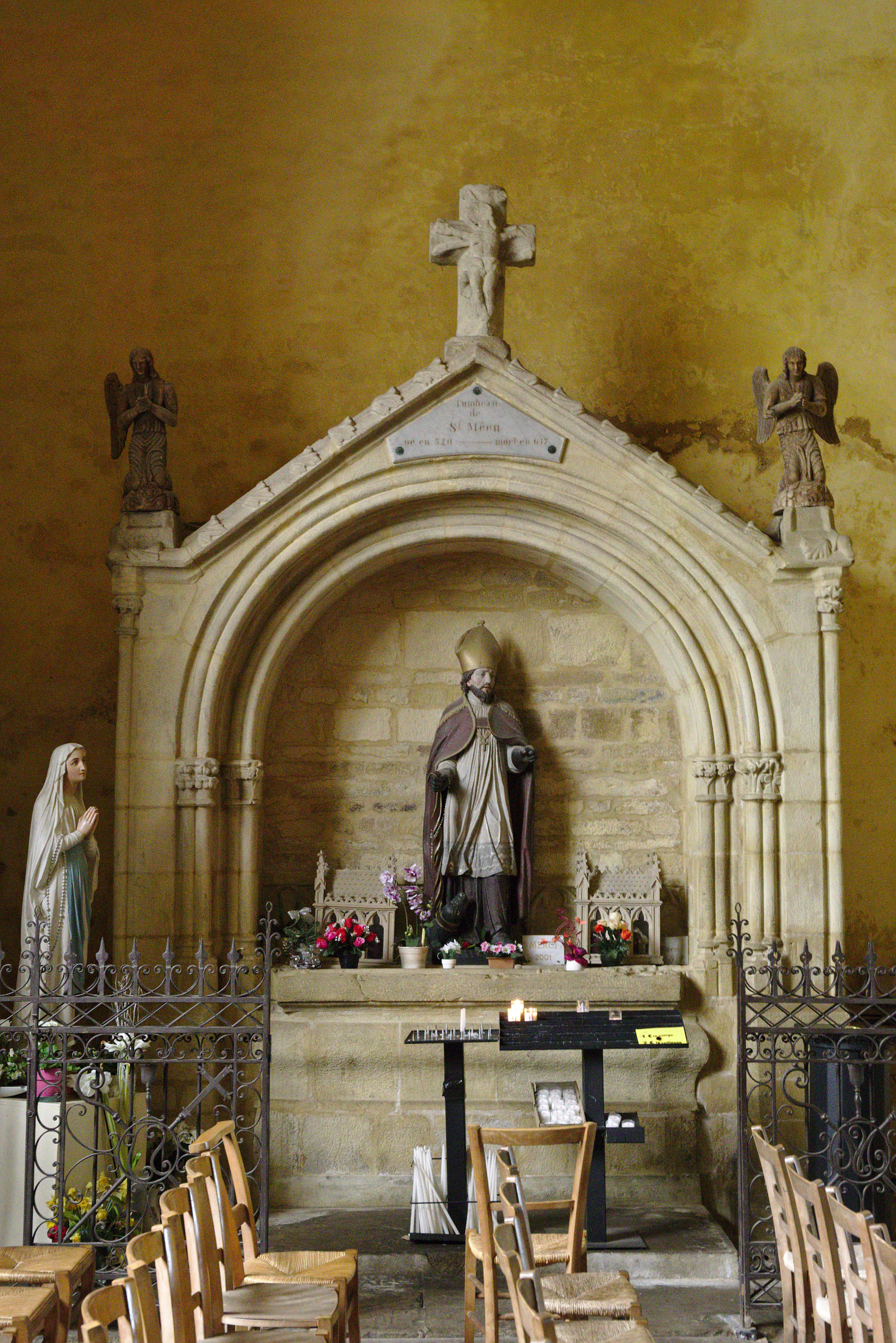
Grabmal für den heiligen Méen
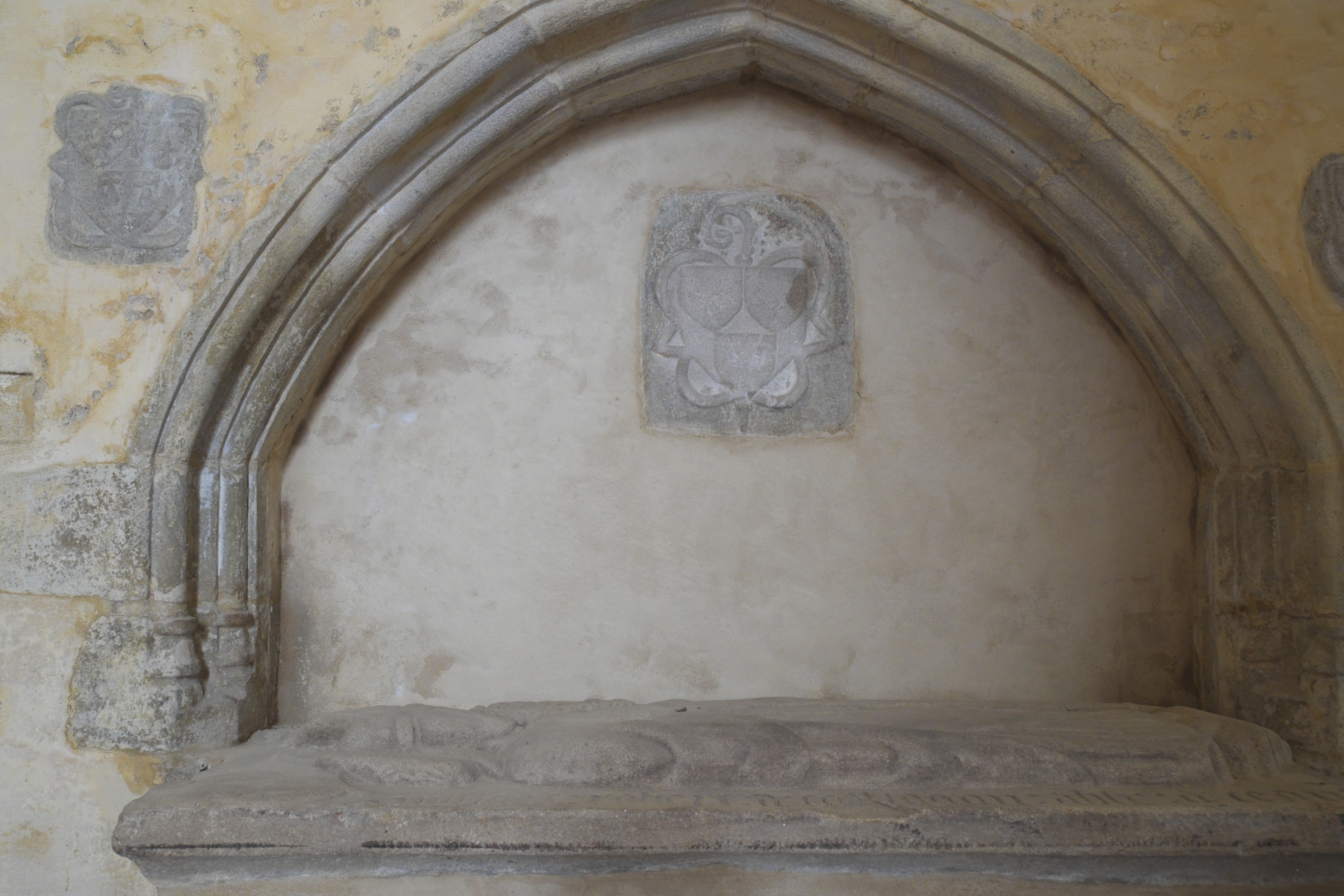
Wandnischengrab für Robert de Coëtlogon
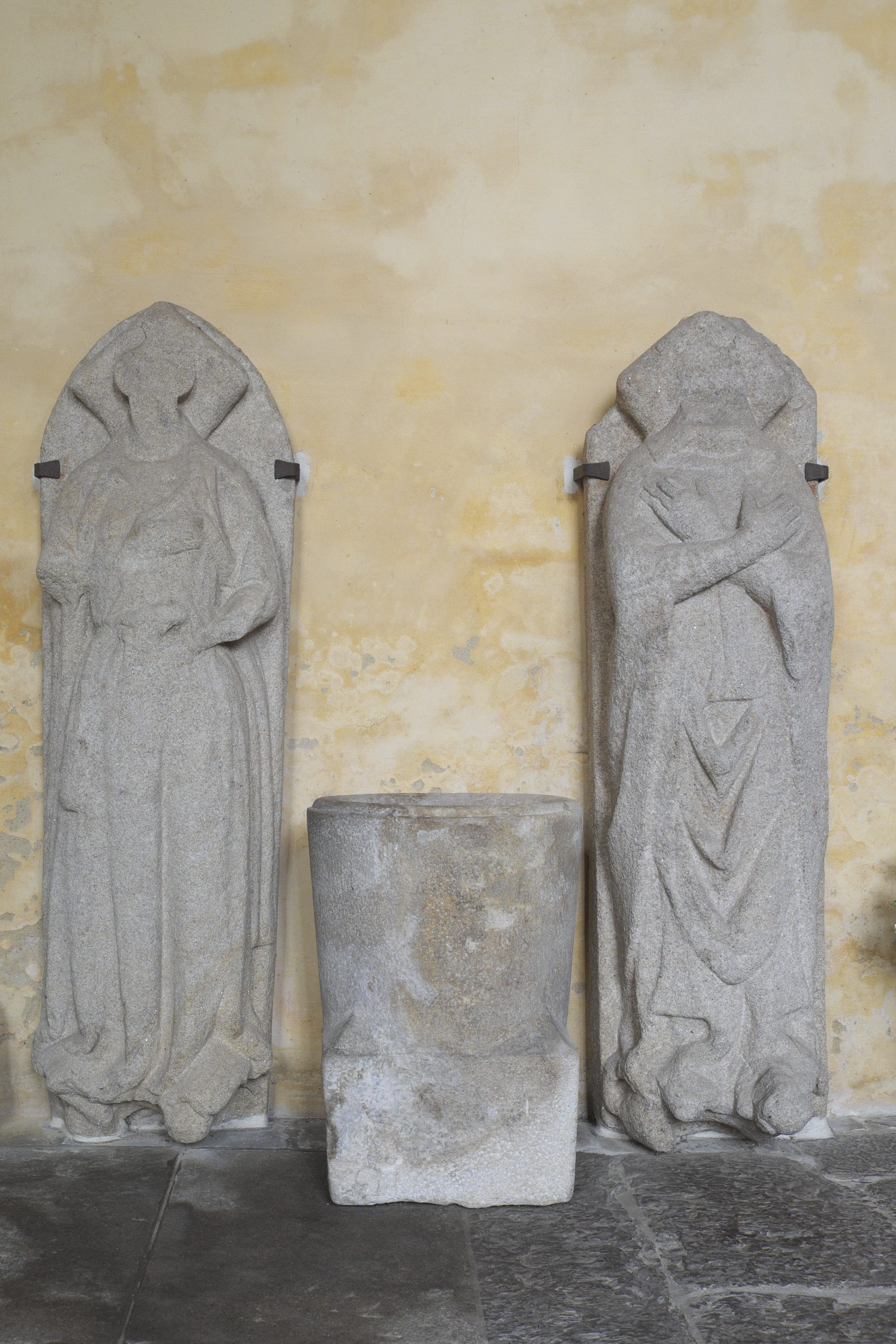
Grabplatten mit Liegefiguren aus dem 15. Jahrhundert